# Бой у кишлака Шаеста
Бой у кишлака Шаеста 3 августа 1980 года — боестолкновение Советских войск в годы Афганской войны (1979—1989) с большим числом понесённых потерь.
Оборонительный бой 783-го отдельного разведывательного батальона (783-й ОРБ) и подразделений 149-го гвардейского мотострелкового полка (149-й гв. МСП) 201-й Гатчинской мотострелковой дивизии (201-я МСД) против отряда афганских моджахедов полевого командира Вазира Хистаки в Машхадском ущелье уезда Кишим провинция Бадахшан Афганистан, в ходе которого погибло 49 (сорок девять), и получили ранения (различной степени тяжести) — 48 (сорок восемь) военнослужащих ОКСВА.
Установленные обстоятельства: 783-й отдельный разведывательный батальон (783-й ОРБ) 201-й мотострелковой дивизии был поднят по тревоге и брошен на подмогу, попавшим в огневую засаду при проведении частной войсковой операции — подразделениям 3-го мотострелкового батальона 149-го гвардейского мотострелкового полка в уезде Кишим провинция Бадахшан. При следовании от кишлака Яварзан к кишлаку Шаеста, подразделения 201-й МСД втянулись в глубь ущелья и были заключены в «огневой мешок», организованный формированием моджахедов, превышающим по численности и приняли ожесточенный бой.

## Ход событий и последствия
В ходе реализации разведывательных данных 2 августа 1980 года подразделениями 201-й МСД, в Машхадском ущелье проводилась частная боевая операция.
Поднятый по тревоге 783-й отдельный разведывательный батальон, прибыл в заданный район с целью оказания подмоги попавшему в окружение 2-у мотострелковому батальону 149 гв. МСП 201-й МСД.
Личный состав: 1-я и 2-я разведывательные роты 783-го ОРБ, и следующие за ними: 3-я разведывательно-десантная рота, усиленная миномётной батареей 3-го мотострелкового батальона 149 гв. мсп, спешившись с брони (то есть с техники), выдвинулись на заданный рубеж. При следовании в заданный район, подразделения втянулись в глубь Машхадского ущелья, где оказались в организованной засаде отряда моджахедов.
Оказавшись в западне, разведчики и миномётчики 201-й МСД в течение нескольких часов отражали огневой натиск противника, имевшего тактическое (в условиях гор) и численное преимущество.
В том бою общее число погибших 783-го ОРБ и 149-го гв. МСП составило: 49 военнослужащих погибшими, из которых: 37 — разведчиков 783-го ОРБ и 12 миномётчиков 149-го гв. МСП, 48 раненных с различной степенью тяжести.
Командир 783-го ОРБ Кадыров А. К. был обвинён вышестоящим начальством в безграмотном командовании и бездействии в критической ситуации. Понижен в звании, должности и отправлен в Союз.

### Воспоминания генерала Е. Г. Никитенко
«Так, при проведении операции в районе Файзабад 3 августа 1980 г. командир 783 орб 201 мсд майор Кадыров А. В., выдвигаясь с батальоном, не выслал разведку и охранение, а после втягивания в ущелье был встречен сильным ружейно-пулеметным огнём. В результате погибло 47 человек и 49 получили ранения. Характерной особенностью в этом бою было то, что противник в первую очередь вывел из строя радистов с радиостанциями и командир батальона не смог вызвать огонь артиллерии, которая находилась в 11 км на огневых позициях, и бронегруппу»

### Частное мнение одного из участников боя
3 августа 1980 года в 05:30 в ходе боевой операции 783-й ОРБ, усиленный миномётной батареей 3-го мотострелкового батальона 149-го гв. МСП 201-й МСД, выполнял приказ по разблокированию попавшего в окружение личного состава 2-го мотострелкового батальона 149-го гв. МСП в районе Машхадского ущелья. Прибывший на собственной броне 783 ОРБ, спешившись с брони, начал марш по направлению к населенному пункту «Шаеста». По имевшейся информации, в данном кишлаке базировался отряд полевого командира Вазира Хистаки.
Населённый пункт Шаеста накануне 1 августа 1980 года пытался взять 2-й МСБ 149 гв. МСП, усиленный пехотным батальоном ВС Афганистана, однако в результате боя понёс тяжёлые потери и отошёл на плато, блокирующее всё ущелье, где занял круговую оборону.
2 августа 1980 года в 22:30 командиру 783-го ОРБ майору Кадырову А. К. от командования из числа старших офицеров 40-й армии поступил приказ поднять батальон по тревоге и совершить марш на броне по маршруту «Кундуз — Кишим». В дальнейшем, при выходе на указанный рубеж, спешиться с бронетехники и выступить с северо-востока по ущелью, в обход кишлака Яварзан. Подойти к плато возле населенного пункта Шаеста, где находился 2-й МСБ 149-го МСП, и деблокировать его. В последующем совместно с подразделениями 3-го МСБ 149-го гв. МСП, с приданным им батальоном ВС Афганистана очистить населённый пункт Шаеста.
Утром 3 августа, спешившись с брони, не обеспеченный огневым прикрытием передового дозора с господствующих высот, 783-й ОРБ подошёл ко входу в ущелье. Майор Кадыров запросил разрешение у командования на высылку дозоров с флангов на господствующие высоты. На что, с его слов получил приказ на немедленное выдвижение батальона по ущелью. Маршрут следования 783-й ОРБ в точности повторял маршрут следования подразделений 149-го гв. МСП.
Около 06:30 3 августа 1980 года 783-й ОРБ «поротно», следуя в колонну по одному (штаб батальона располагался между 3-й разведывательной ротой и миномётной батареей 3-го МСБ 149-го гв. МСП), вошёл в Яварзанское ущелье. Ущелье с крутыми склонами, шириной от 20 до 45 метров, длиной ущелья 4 — 5 километров, заканчивается перевалом, открывающим путь к населенному пункту Шаеста и плато, где находился 2-й МСБ 149-го гв. МСП.
Приблизительно в 08:00 3 августа батальон, находившийся в максимальной удаленности от основных сил, оказался в заранее спланированной засаде ожидавших его мятежников. С трех сторон по батальону, находившемуся в ущелье, был открыт непрерывный кинжальный огонь, в том числе из крупнокалиберных пулемётов.
1-я и 2-я разведывательные роты 783-го ОРБ были блокированы и отрезаны от следовавших за ними 3-й разведывательно-десантной роты 783 ОРБ и миномётной батареи 3-го гв. МСБ 149-го Гв. МСП. Однако 3-я разведывательно-десантная рота и миномётная батарея 3-го гв. МСБ 149-го Гв. МСП были также прижаты к земле плотным огнём.
Командир батальона майор Кадыров А. К., находившийся с управлением батальона — между 3-й разведывательно-десантной ротой и миномётной батареей 3-го МСБ 149-го гв. МСП, успел сообщить, что батальон попал в засаду и скован плотным огнём с трёх сторон. Комбат запросил поддержки с воздуха и огневого прикрытия артиллерией. Однако рация разбитая огнём противника в первые минуты боя, сорвала планы уточнить координаты для наведения огня артиллерии и авиации. Бой длился несколько часов.
С наступлением ночи мятежники спустились в глубь ущелья, добили раненых разведчиков 1-й, остатки — 2-й разведывательной роты, собрали оружие погибших. С остальными ранеными и погибшими 2-й и 3-й разведывательных рот 783-го ОРБ они этого сделать не смогли. Дорогу им закрыл раненый пулемётчик, сумевший с наступлением темноты обложить свою позицию камнями и открывать огонь по приближающимся врагам. Вскоре мятежники удалились с места боя.

### Потери личного состава
В бою у кишлака Шаеста в Машхадском ущелье 3 августа 1980 года погибли 49 военнослужащих 201-й МСД, один — из их числа скончался на следующий день от полученных ран в санитарном батальоне 201-й МСД г. Кундуз. По свидетельствам очевидцев многие из погибших разведчиков, будучи ранеными, сами подорвали себя гранатами, чтобы не попасть в плен.